# Natanael Berg
Carl Natanael Rexroth-Berg (Estocolmo, 9 de febrero de 1879-ibíd., 14 de octubre de 1957) fue un compositor sueco.
Berg se formó en medicina veterinaria y comenzó a aprender música de forma autodidacta. Más tarde estudió en el Conservatorio de Estocolmo como discípulo de Johan Lindegren. Hasta 1939, trabajó como veterinario en el ejército sueco, pero después continuó profesionalmente como compositor. Su producción musical incluye cinco óperas, tres ballets, seis sinfonías, así como varios poemas sinfónicos, un concierto para piano, un concierto para violín, una serenata para violín y orquesta, un quinteto de piano, baladas, lied, y piezas para piano.

## Obras seleccionadas
Relación de obras más destacadas de forma cronológica:
| - Saul och David, 1907 - Eros vrede, 1907 - Traumgewalten, poema sinfónico, 1910 - Leila, opera, 1910 - Mannen och kvinnan, 1911 - Predikaren, 1911 - Sinfonía No. 1 Alles endet was entstehet, 1913 - Varde Ljus, poema sinfónico, 1914 - Älvorna, ballet, 1914 - Israels lovsång, 1915 - Sinfonía No. 2 Årstiderna, 1916 - Sinfonía No. 3 Makter, 1917 - Quinteto para Piano, 1917 - Die badenden Kinder, 1918 - Conciero para violín, 1918 - Sinfonía No. 4 Pezzo Sinfonico, 1918 | - Sensitiva, ballet, 1919 - Hertiginnans friare, ballet, 1920 - Serenata para violín y orquesta, 1923 - Sinfonía No. 5 Trilogia delle passioni, 1924 - Höga Visan, 1925 - Engelbrekt, ópera, 1928 (Engelbrecht, Braunschweig, 1933) - Conciero para piano, 1931 - Judith, ópera, 1935 - Birgitta, ópera, 1942 - Genoveva, ópera, 1944–46 - Tre konungar, Parte 1, ópera (incompleta), 1950–1954, orquestada en 1957 |

## Discografía
- Symphonien Nr.1 & 2 (Deutsche Staatsphilharmonie Rheinland-Pfalz, Ari Rasilainen); Classic production osnabrück, 2007[3]
- Symphonie Nr.3 "Makter" + Reverenza; Hertiginnans friare-Suite (Norrköping SO, Ari Rasilainen), cpo 2006[4]
- Symphonie Nr.4 "Pezzo sinfonico" + Birgitta-Suite; Klavierkonzert in cis (sterling CD, 1976 - 1991)[5]